# Сивашівська група

Розташування поховань сивашівського типу

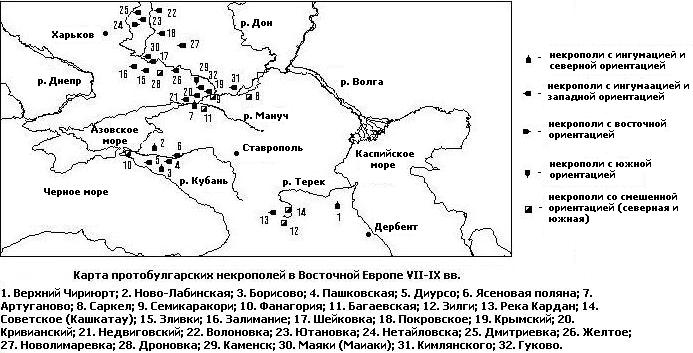
Протобулгарські некрополі

Сивашівська група поховань, Група поховання сивашівського типу — це група поховань в степовій зоні Східної Європи, яка датується періодом між VI та початком VIII століття. Зазвичай їх відносять до протобулгар та хозар, але їх етнічна приналежність точно не встановлена. Група названа на честь селища Сивашівка (Херсонська область, Україна), де знайшли декілька характерних могил.
Припускається, що поховання типу Сивашівка і Перещепино (перещепинська культура) залишені представниками різних соціальних груп в одному суспільстві, оскільки Перещепинські поховання приписують соціальній еліті, а поховання Сивашівка — дещо нижчому рангу.

## Розповсюдження
До вище вказаної групи відносять близько 120 поховань. Більшість з них виявлені випадково при будівництві гідротехнічних споруд, тому їх розподіл нерівномірний. Основна концентрація сивашівських пам'яток розташовані в степовій зоні по пониззі Волги, Дону, Кубані, Дніпра та Південного Бугу, а також у Криму. Немає відомостей про такі могили в Північному Передкавказзі. Деякі регіональні особливості поховань дають підстави розділити їх на п'ять підгруп — дніпровську, кримську, кубанську, донську та волзьку.
Декілька ізольованих пам'яток відомі й поза межами цього регіону. Могила в Арцибашево, Милославський район Рязанської області, сприйнята О. Комаром як свідчення постійного проникнення хозар в лісову зону, але, в той же час, інші автори вважають, що це було наслідком сезонної міграції. Поховання з Учтепе в Азербайджані пов'язане з походом хозар на Кавказ у 628 році, а поховання в Сентеш в Угорщині та в Мадарі в Болгарії — з походами або переселеннями на захід.

## Характеристика
Характерною рисою сивашівських пам'яток є вторинне поховання в давніших курганах, переважно бронзової доби. Тіла найчастіше зорієнтовані на північний схід, рідко на північ або на схід.
Даних про антропологічний тип похованих майже немає. У двох могилах череп брахікранний, а в одній штучно спотворений.
У багатьох могилах сивашівської групи виявлені цілі кінські кістяки або їх частини, включаючи череп. Подібна практика відома в степовій зоні Євразії від території Аварського каганату до Алтаю. У деяких могилах також виявлена невелика кількість кісток овець та кіз.

## Етнічна приналежність
Етнічна приналежність сивашівських пам'яток — предмет постійних дискусій та суперечок щодо їх датування. Вважається, що могили не містять етнічно ідентифікованих предметів, а більшість прикрас, ймовірно, імпортовано з візантійських міст Криму. Саме з цієї причини спроби етнічної ідентифікації засновані на відмінностях в поховальному ритуалі, які більшість дослідників вважають незначними в межах групи.
Деякі автори припускають, що поховання залишені групою культурно споріднених народів, названих у джерелах цього періоду загальною назвою болгари. Окрім народів болгарської групи, таких як оногури, кутригури та утигури, до них відносять хозар, барсилів, сарматів, аварів, угрів та інші етнічні групи, які проживають в регіоні.
Інші дослідники, такі як О. В. Комар, пов'язують всю сивашівську групу з хозарами. Вони датують поховання пізнішим терміном, з середини 7-о століття. Основним аргументом на користь їх тези є певна схожість з похованнями Стародавніх тюрків у Центральній Азії, особливо зі знахідками цілих кінських кістяків. Критики вище вказаної гіпотези звертають увагу на невідповідність з письмовими джерелами, спадкоємність між сивашівськими могилами та ранньої Покровської групою Степової зони Східної Європи (до кінця 5-го століття), а також на відмінності між сивашівськими та давньотюркськими могилами з цілими кінськими скелетами.
Детальні дослідження сивашівських пам'яток Чорноморського узбережжя зазвичай пов'язують їх з болгарами. Атавін описує кубанську підгрупу та визначає її поховальні традиції як болгарські. Аналогічно, поховання дніпровської та кримської підгруп Орлов та Приходнюк пов'язують зі сприйняттям тюркських елементів. Баранов пов'язує кримську підгрупу з оногурами, а дніпровську — з кутригурами. Айбабін сприймає обидві підгрупи як кутригурські, а могили кінця 7-о століття приписує хозарам.
Наукові публікації XXI століття зазвичай підтверджують висновки Рашева про те, що лише болгари-аспарухи представляють культуру Сивашівки та зберігають її поховальні традиції після кінця VII століття на Нижньому Дунаї. Паралелі цим традиціям також знаходяться на пам'ятках в деяких районах Кубанської Долини, а також у сучасному місті Краснодар. Ці поховальні пам'ятники відносять до рубежу VII та VIII століть. Їх етнічне тлумачення не виключає можливості того, що ці могили були залишені кочовою групою, яка після падіння Великої Болгарії потрапляє в межі Хозарського каганату.